# Love on the spectrum
Love on the Spectrum är en australisk reality-tv-serie producerad av Northern Pictures för ABC , och för närvarande tillgänglig för stream  på Netflix.
Säsong två spelas in för ABC i Australien 2020.

## Handling
Personer inom autismspektrum söker kärlek. TV-serien visar autistiska personer i dejting och romantiska relationer.

## Avsnitt

### Säsong 1
| Nr | Titel | Regissör | Författare | Sändes i Australien | Sändes Globalt | Produktkod |
| --- | ----- | -------- | ---------- | ------------------- | -------------- | ---------- |
| 1 |       |          |            | 19 November 2019    | Juli 22, 2020  |            |
| Michael är fast besluten att hitta en hustru men har aldrig varit på en dejt. Han deltar på en singelmiddag och hittar en tjej. Chloe hoppas hitta någon som ser bortom hennes funktionsnedsättningar. Ruth och Thomas firar ett speciellt jubileum. |       |          |            |                     |                |            |
| 2 |       |          |            | 26 November 2019    | Juli 22, 2020  |            |
| På alla hjärtans dag går Maddi ut på sitt första dejt någonsin med en romantisk man. Kelvin arbetar med en relationsspecialist och sätter sina dateringsförmågor på prov. Michael är överväldigad när han möter kvinnan i sina drömmar.              |       |          |            |                     |                |            |
| 3 |       |          |            | 3 December 2019     | Juli 22, 2020  |            |
| Mark har aldrig haft en flickvän, men han vill ha kärlek mer än någonting. Olivia har haft "en bazillion" obesvarade kärlek men är inte redo att ge upp. Maddi går på dejt med ny man som imponerar henne med sin musikaliska talang.                |       |          |            |                     |                |            |
| 4 |       |          |            | 10 December 2019    | Juli 22, 2020  |            |
| Andrew arbetar med sina skämt om James Bond innan han går till en singelmiddag. Olivia träffar någon som verkligen får henne intresserad. Jimmy och Sharnae åker på en speciell semester tillsammans där Jimmy planerar en romantisk överraskning    |       |          |            |                     |                |            |